# Markttor von Milet

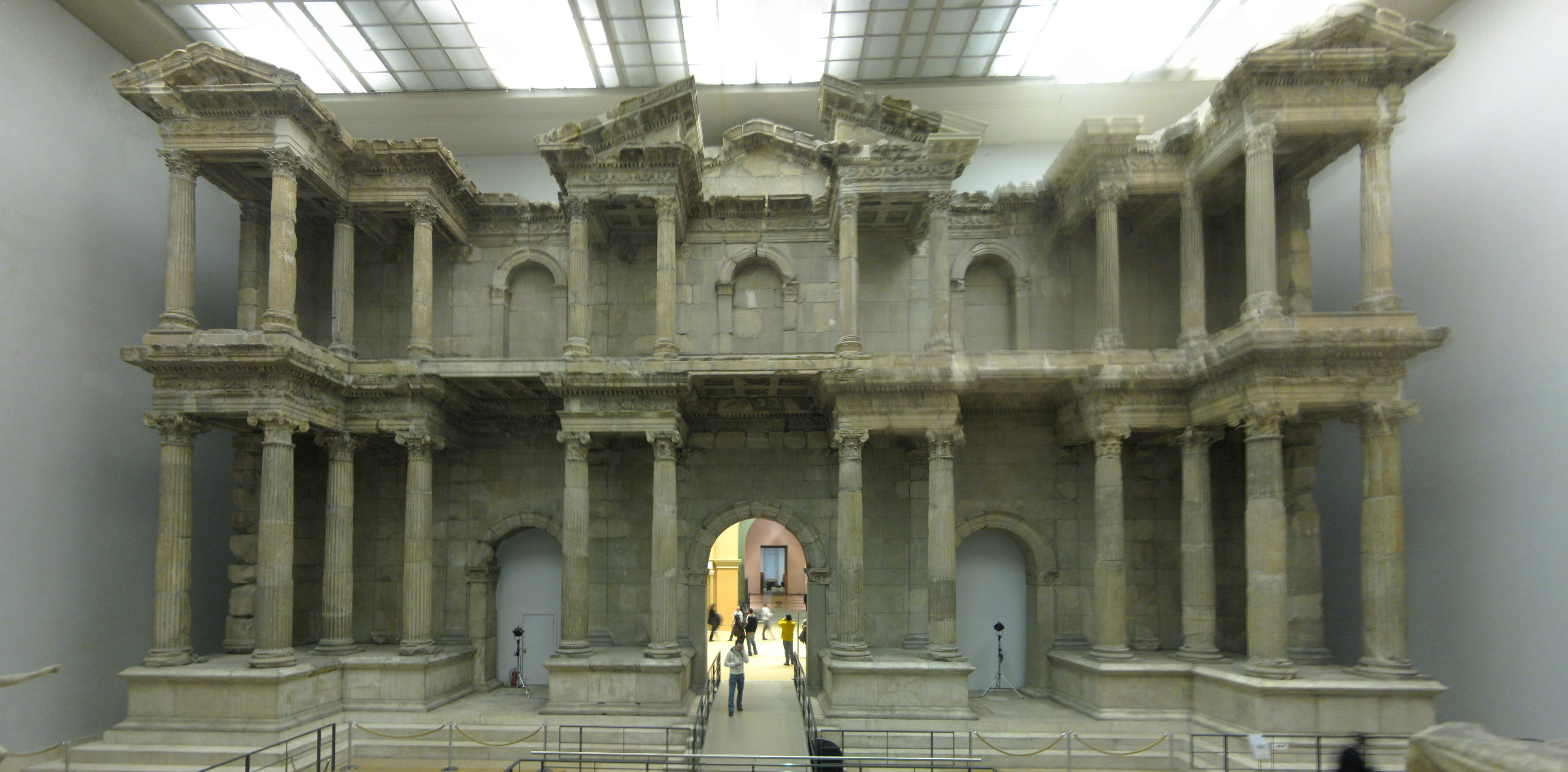
Markttor von Milet

Das Markttor von Milet ist ein römischer Torbau aus dem 2. Jahrhundert n. Chr. aus der kleinasiatischen Stadt Milet. Die Fassade des Tores gehört heute zur Antikensammlung Berlin und ist im Pergamonmuseum ausgestellt.

## Beschreibung

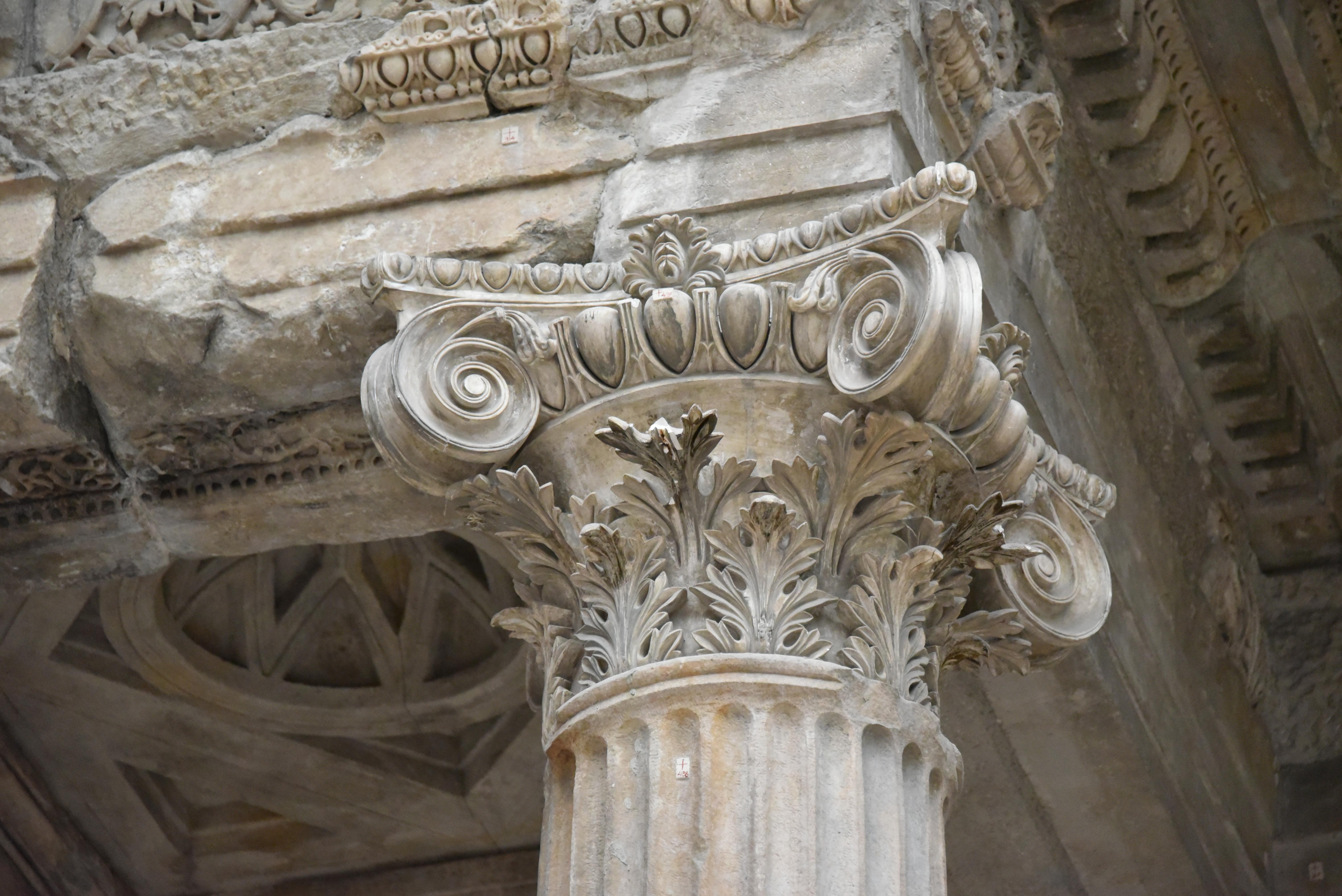
Korinthisches Kapitell einer Säule des Marktores

Das Markttor von Milet ist ein prunkvoller Fassadenbau. Das Tor besteht aus einem großen zentralen Torbogen und zwei kleinen seitlichen Durchgängen. Im Zweiten Geschoss wurden drei Bögen als Nischen angedeutet, die mehrere Statuen aufnahmen. Es vereint in sich griechische Elemente wie das Bogentor und das Säulenpropylon, römische Elemente wie die Bühnenfassade und setzt hellenistische Bautraditionen fort. Das Tor war Teil eines Ensembles repräsentativer Bauten des Südmarktes, der südlichen Agora von Milet, zu dem auch das Delphinion, eine breite Prachtstraße, ein Gymnasion, ein prunkvolles Nymphäum und ein Bouleuterion (Rathaus) gehörten. Der Sockel des Tores wurde häufig von Händlern aus Verkaufsfläche benutzt, wovon mehrere Inschriften auf der Rückseite des Tores zeugen. Für das antike Tor wurde Marmor aus Steinbrüchen bei Bafa Gölü, dem antiken Herakleia am Latmos, verwendet, für moderne Ergänzungen portugiesischer Marmor. Daneben wurden zur Herstellung Beton, Gips und Ziegel verwendet. Ursprünglich war das Tor wie viele Gebäude des Stadtgebietes farbig bemalt, was Farbpigmente, die bei Untersuchungen gefunden wurden, belegen. Das Tor hat eine maximale Höhe von 16,73 m, eine Breite von 28,92 m sowie eine maximale Tiefe von 6,66 m.

## Baugeschichte

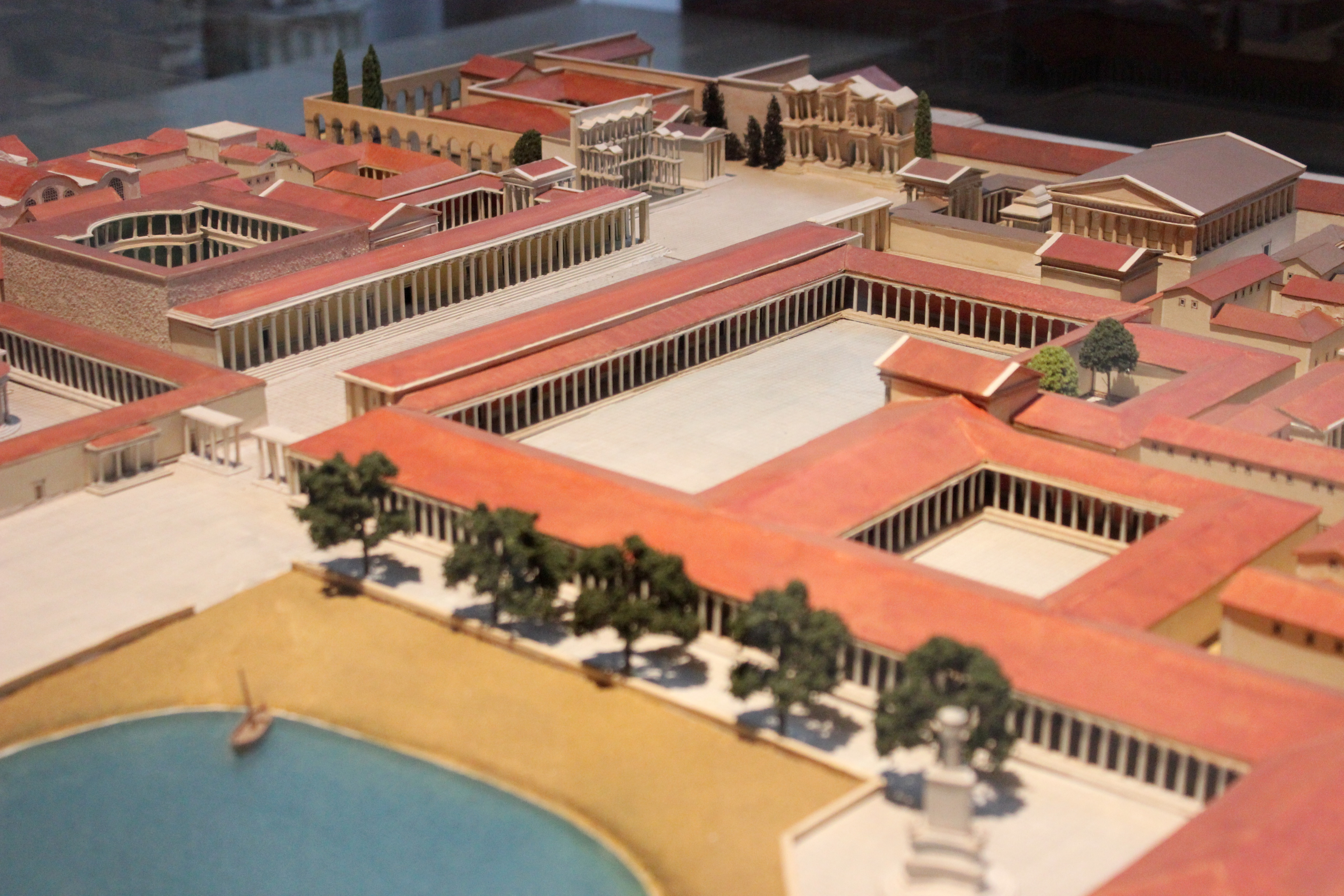
Lage des Markttors am Südmarkt, Modell im Pergamonmuseum

Für den Bau des heutigen Tores wurde ein Torbau aus der Zeit des späten Hellenismus abgetragen. Dieser war auf einen Altar auf der Agora ausgerichtet. Die Ansicht vom Ausgräber Hubert Knackfuß, das Tor sein zwischen 120 und 160 errichtet worden, gilt inzwischen als überholt. Als möglichen Grund der Errichtung wird ein Besuch des Kaisers Hadrian im Jahr 129 in der Stadt genannt, neuerdings wird allerdings eine Datierung in trajanische Zeit um das Jahr 100 favorisiert. Das Baudatum und die Länge der Bauzeit ist auch deshalb nicht genau bekannt, weil eine Bauinschrift ebenso wie eine anderweitige Erwähnung in antiker Literatur fehlt. Aus einer anderen Inschrift ist bekannt, dass auch ein reicher Bürger der Stadt finanzielle Mittel beigesteuert hat. In der zweiten Hälfte des 2. Jahrhunderts musste das Tor, möglicherweise aufgrund eines Erdbebens oder wegen dem Absacken des Baugrundes, durch Stützpfeiler gesichert werden. Während der Regierungszeit des Kaisers Justinian I. wurde das Tor laut einer Inschrift, die heute ebenfalls im Pergamonmuseum ausgestellt wird, im Jahr 538 nochmals erneuert. Bis vor kurzem nahm man an, damals sei das Tor Teil einer neuen Stadtmauer geworden, die nur noch einen Bruchteil des einstigen Stadtareals umfasste. Inzwischen geht man aber davon aus, dass diese Befestigung erst im 7. Jahrhundert errichtet wurde, als Milet unter Seuchen und Kriegen schwer gelitten hatte und – ebenso wie viele andere Orte in Kleinasien – nun befestigt wurde, um sich gegen die Araber verteidigen zu können. Teil des Mauerringes wurde auch das Tor, wobei die beiden seitlichen Durchgänge versperrt wurden. Im Mittelalter wurde das Tor vermutlich durch ein Erdbeben zerstört und überbaut. 

## Forschungsgeschichte
Im 19. Jahrhundert begann die wissenschaftliche Erforschung Milets. Von 1899 bis 1913 fanden umfangreiche deutsche Grabungen statt. Die Grabungen am Südmarkt begannen 1901, nachdem umfangreiche Untersuchungen vorausgegangen waren. 1903 fanden Theodor Wiegand und Hubert Knackfuß dabei die Bauteile des Tores, die dann bis 1905 ausgegraben wurden und mit Genehmigung der türkischen Behörden 1907 bis 1908 nach Berlin überführt werden konnten. Der Stufenunterbau aus Marmor und der Kalksteinsockel wurden am Fundort belassen. Im Pergamonmuseum wurde der Bau unter Verwendung vieler Originalteile 1928/29 unter Anleitung von Wilhelm von Massow und nach Plänen von Hubert Knachfuß rekonstruiert. Erhalten waren noch 750 Tonnen der ursprünglichen Substanz. Bei dem Wiederaufbau wurden aus statischen Gründen die Säulen, bis auf die äußerste Schicht mit einer Dicke von etwa 3 bis 6 Millimetern, durchbohrt und Stahlstützen im Inneren hochgezogen. Während des Zweiten Weltkrieges blieb das Tor im Museum und sollte durch Ummauerung geschützt werden, diese Schutzmaßnahmen waren jedoch unzureichend. Durch Bombentreffer wurde das Tor stark beschädigt. Von 1952 bis 1954 wurde es notdürftig und nicht immer fachgerecht restauriert. So zeigten sich an mehreren Stellen Risse und Abplatzungen. Bei dieser Restaurierung wurde ein einfacher Zementmörtel verwendet, durch den später mehrere Schäden verursacht wurden. Große Teile der antiken Blöcke, wiesen durch Abplatzungen kaum noch antike Oberflächen auf. Auch durch die Wiedererrichtung in den 1920er Jahren kaum es zu einigen statischen Problemen, obwohl bei dieser, im Gegensatz zu späteren Restaurierungen, ein hochwertiger Mörtel verwendet wurde. Durch Korrosion waren zum Beispiel Eisenklammern geborsten. Von 2007 bis 2008 wurde das Tor erneut auf Grundlage der aktuellen Forschungslage restauriert.